# Marlon Ayoví
Marlon Ayoví (Guayaquil, 27 de septiembre de 1971) es un exfutbolista ecuatoriano que jugó como volante defensivo en diversos equipos de la Serie A de Ecuador.

## Trayectoria
Marlon ha sido una estrella del fútbol en su país por varios años hasta el día de hoy, con más de 70 partidos jugados para la Selección de Ecuador. Su primer club fue el Filanbanco de la ciudad de Guayaquil. Ahí lo vio el entrenador Dusan Dráskovic, que luego lo convocó a la Selección Sub-20. Tuvo un breve paso por el Filancard.
En 1993, por pedido de Dussan Draskovic, llegó al Deportivo Quito, donde jugó por 12 años. En el 2006 jugó media temporada en la Universidad Católica de Quito de la Serie B. 
En el 2007 pasó al Barcelona Sporting Club, donde jugó hasta el 2008, año en el cual se retiró del fútbol profesional.

## Selección nacional
Ha sido internacional con la Selección de fútbol de Ecuador en 76 ocasiones, habiendo anotado 5 goles. Debutó el 14 de octubre de 1998 en un partido amistoso frente a Brasil.

### Participaciones internacionales
- Eliminatorias al Mundial Corea-Japón 2002 y Alemania 2006.
- Copa América 1999, y 2004.

#### Participaciones enCopas del Mundo
| Mundial                       | Sede                     | Resultado                | PJ | GA | Asis |
| ----------------------------- | ------------------------ | ------------------------ | -- | -- | ---- |
| Mundial de Corea y Japón 2002 | Corea del Sur y Japón    | Fase de grupos           | 3  | 0  | 0    |
| Mundial de Alemania 2006      | Alemania                 | Octavos de final         | 1  | 0  | 0    |
| Total en Copas del Mundo      | Total en Copas del Mundo | Total en Copas del Mundo | 4  | 0  | 0    |

#### Participaciones enCopas América
| Torneo                 | Sede                   | Resultado              | PJ | GA | Asis |
| ---------------------- | ---------------------- | ---------------------- | -- | -- | ---- |
| Copa América 1999      | Paraguay               | Fase de grupos         | 1  | 0  | 0    |
| Copa América 2001      | Colombia               | Fase de grupos         | 0  | 0  | 0    |
| Copa América 2004      | Perú                   | Fase de grupos         | 2  | 0  | 0    |
| Total en Copas América | Total en Copas América | Total en Copas América | 3  | 0  | 0    |

#### Participaciones enCopas Oro
| Torneo        | Sede           | Resultado      | PJ | GA | Asis |
| ------------- | -------------- | -------------- | -- | -- | ---- |
| Copa Oro 2002 | Estados Unidos | Fase de grupos | 1  | 0  | 0    |

#### Participaciones enEliminatorias al Mundial
| Eliminatoria                                | Sede del Mundial       | Posición               | Resultado   | PJ | GA | Asis |
| ------------------------------------------- | ---------------------- | ---------------------- | ----------- | -- | -- | ---- |
| Eliminatorias Mundial de Corea y Japón 2002 | Corea del Sur y Japón  | 2°lugar 31pts          | Clasificado | 7  | 0  | 0    |
| Eliminatorias Mundial de Alemania 2006      | Alemania               | 3°lugar 28pts          | Clasificado | 16 | 2  | 0    |
| Total en Eliminatorias                      | Total en Eliminatorias | Total en Eliminatorias | 2/2         | 23 | 2  | 0    |

## Clubes
| Club                 | País    | Año       |
| -------------------- | ------- | --------- |
| Filanbanco           | Ecuador | 1990-1991 |
| Filancard            | Ecuador | 1991-1993 |
| Deportivo Quito      | Ecuador | 1993-2005 |
| Universidad Católica | Ecuador | 2006      |
| Deportivo Quito      | Ecuador | 2006      |
| Barcelona SC         | Ecuador | 2007-2008 |

- Datos: Q629810